# Rochebaudin
 Rochebaudin  là một xã thuộc tỉnh Drôme trong vùng Auvergne-Rhône-Alpes ở đông nam nước Pháp. Xã Rochebaudin nằm ở khu vực có độ cao trung bình 315 mét trên mực nước biển.